# لی جوک
لی جوک (کره‌ای: 이적 ; متولد ۲۸ فوریه ۱۹۷۴) خواننده، ترانه‌سرا، آهنگساز و تنظیم کننده اهل کره جنوبی است.